# Partido Morado
El Partido Morado es un partido político peruano ubicado en el centro del espectro político, fundado el 16 de octubre de 2016 por un grupo de ciudadanos peruanos, entre quienes se encuentran los políticos Francisco Sagasti y Julio Guzmán.
El Partido Morado es considerado como una organización institucionalista, defensora de las reformas política y educativa, progresista en términos sociales y defensora reformista del modelo económico. En su interior coexisten facciones de centroderecha y centroizquierda. En la actualidad, la ideología predominante es el liberalismo moderno, que aboga por la igualdad social junto con un moderado Estado del bienestar. Sin embargo, convive con diferentes filosofías, como la socialdemocracia.
Tras un moderado éxito en las elecciones parlamentarias de 2020, el Partido Morado llegó al gobierno de la mano de Francisco Sagasti como presidente interino como consecuencia de la crisis ocasionada por la destitución de Martín Vizcarra. No obstante, el partido obtuvo unos resultados menores en las elecciones generales de 2021. De esta manera, entró en una crisis interna llegando a sufrir un cisma y un desmoronamiento de bases regionales. Como resultado, se convocó a un Congreso partidario («Cumbre Morada») y unas elecciones internas para la renovación de su dirigencia con miras a las elecciones subnacionales de 2022.

## Historia

### Antecedentes
En las elecciones generales peruanas de 2016, Julio Guzmán fue el candidato presidencial por el partido Todos por el Perú, siendo excluido de la contienda electoral por presuntas irregularidades en su inscripción. Tras ello, en mayo de ese mismo año, y luego de una reunión con las principales personas que formaron parte de su equipo de trabajo, Guzmán anunció la decisión de crear un nuevo partido político, con el objetivo de participar en las próximas elecciones generales.
En 2020, testimonios ante la Fiscalía peruana señalaban que la exclusión de la candidatura de Julio Guzmán sería presuntamente un producto de corrupción por parte de la organización criminal involucrada en tráfico de drogas llamada «Los Cuellos Blancos del Puerto», infiltrada dentro del Jurado Nacional de Elecciones.

### Formación (2017-2021)

#### Inscripción
El acto fundacional del partido fue la realización de la Primera Cumbre Morada (16-17 de octubre de 2016), realizada en Lima, con la asistencia de alrededor de 1000 representantes, quienes aprobaron el ideario y una primera versión de su estatuto. En la Segunda Cumbre Morada (14-15 de octubre de 2017), realizada en Cusco, con la participación de más de 1000 representantes nacionales, se informó la presentación de su expediente para su inscripción partidaria ante el organismo peruano correspondiente.
En la Tercera Cumbre Morada (13-14 de octubre de 2018), realizada en Ayacucho, donde concurrieron más de 1300 representantes de todo el país se evaluó el trabajo de inscripción y consolidación del partido próximo a ser formalizado. El 4 de marzo de 2019, mediante Resolución N.º 035-2019-DNROP/JNE, el partido logró oficializar su inscripción en el diario oficial El Peruano.

#### Primera participación electoral
La Cuarta Cumbre Morada se llevó a cabo el 25-26 de octubre de 2019, en Trujillo. La Asamblea contó con 1000 representantes y su objetivo fue preparar la organización del partido de cara a las próximas elecciones congresales extraordinarias de enero del año siguiente.
La primera Bancada Morada estuvo conformada por 9 integrantes: los militantes Francisco Sagasti, Zenaida Solís, Daniel Olivares yCarolina Lizárraga (Lima), José Núñez (Arequipa), Miguel Gonzáles (Callao) y Angélica Palomino (Piura), además de Alberto de Belaunde y Gino Costa. Estos dos últimos, exintegrantes del grupo parlamentario Bancada Liberal del Congreso disuelto, fueron invitados en la lista del Partido Morado, de manera que volvieron a conseguir escaños durante las elecciones parlamentarias extraordinarias del 2020.

#### Llegada al poder

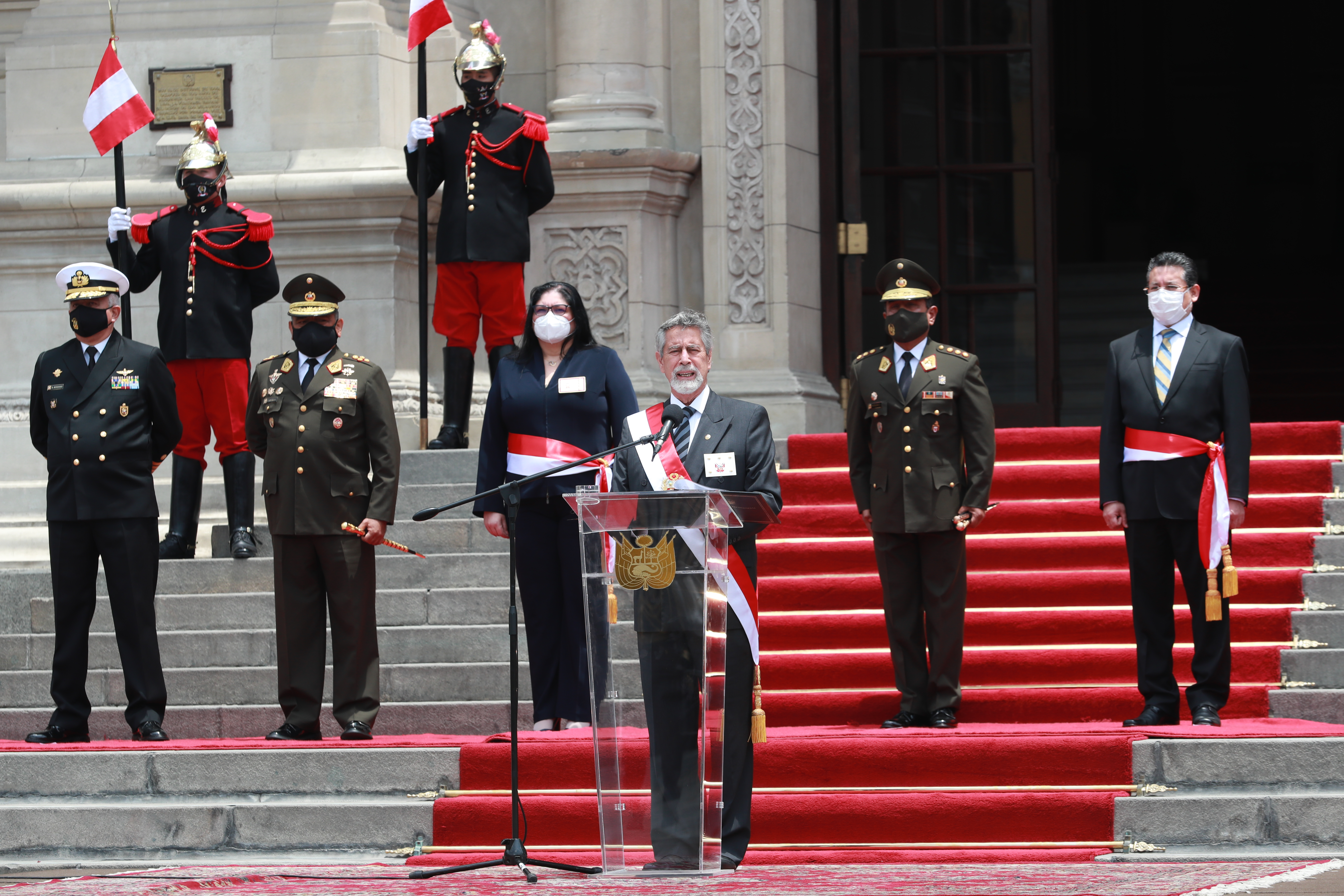
Ceremonia en el palacio de gobierno en reconocimiento del congresista Francisco Sagasti como Presidente de la República.

El cofundador y vocero parlamentario del Partido Morado, Francisco Sagasti Hochhausler fue elegido como presidente del Congreso de la República y, por sucesión constitucional, asumió el cargo de Presidente Constitucional de la República para completar el período 2016-2021. La votación se dio tras la renuncia de Manuel Merino como presidente interino del Perú tras 5 días en el cargo en medio de unas fuertes protestas al nivel nacional debido a la vacancia de Vizcarra.

### Crisis (2021)

#### Elecciones generales de 2021
En septiembre de 2020, el Partido Morado firmó un acuerdo electoral con la organización política de centroizquierda Fuerza Ciudadana, para presentarse en una alianza en las elecciones generales de 2021. Susel Paredes, perteneciente a la agrupación, inicialmente, fue considerada como compañera de fórmula del precandidato presidencial Julio Guzmán, pero posteriormente se decidió que sería la cabeza de lista en las elecciones parlamentarias. La precandidatura de Guzmán para las elecciones internas, se presentaron otras dos listas encabezadas por Alejandro San Martín y la congresista Carolina Lizárraga. Pese a que San Martín desistió de participar en favor de Lizárraga, la fórmula liderada por Guzmán resultó electa.
Tras una campaña atípica por la pandemia de COVID-19 y pese a las expectativas iniciales, la candidatura de Julio Guzmán obtuvo pobres resultados, terminando en décimo lugar. El partido consiguió una mínima representación parlamentaria, obteniendo escaños solamente en Lima y perdiendo los de Piura y Arequipa. Como consecuencia, el partido entró en una crisis interna: varios dirigentes y militantes renunciaron a la organización tras la negativa de Guzmán a apartarse de la dirigencia del partido. Se acusó la comisión de varios errores e incoherencias durante la candidatura, que la campaña electoral fue conducida «de manera sectaria» y con «personajes designados a dedo por Guzmán». Señalaron que Guzmán no quiso aceptar su responsabilidad y que en su lugar culpó al presidente Sagasti. Militantes de las bases regionales de la organización entraron en conversaciones con los congresistas electos para formar un nuevo partido sin Guzmán. Finalmente, el 8 de junio, Julio Guzmán anunció su renuncia a la dirigencia del partido y convocó a elecciones internas.
Debido a que el Partido Morado solo obtuvo 3 representantes: Flor Pablo, Susel Paredes y Ed Málaga-Trillo, no pudo formar un grupo parlamentario propio en el Congreso peruano. Por ello, formaron una alianza con los congresistas de Somos Perú el 25 de julio. Esa decisión conllevó a la renuncia de Carolina Lizárraga (fundadora y excongresista del partido) por oponerse a una coalición con un partido que acogió y apoyó al expresidente Martín Vizcarra. El grupo Somos Perú - Partido Morado se terminaría disolviendo meses después. Meses después, tras otra bancada fallida llamada Integridad y Desarrollo, Paredes y Málaga-Trillo se alejaron del Partido Morado por diversas razones, quedando como única representante vigente la congresista Flor Pablo.
El 8 de septiembre de 2021, el Registro de Organizaciones Políticas (ROP) emitió una resolución en la cual cancelaba la inscripción del Partido Morado. No obstante, los integrantes del partido apelaron esa resolución ante el Jurado Nacional de Elecciones, obteniendo la restauración de la inscripción. Tras ello, se anunció la organización de una Quinta Cumbre Morada con el fin de renovar de toda la dirigencia y elegir de las nuevas autoridades partidarias, con miras a las elecciones regionales y municipales de 2022.

#### Elecciones internas
Tras la recuperación de la inscripción, el 30 de noviembre se convocó a elecciones internas. Pese a los intentos iniciales de conformar una lista única (incluso con mediación del expresidente Sagasti), se presentaron dos listas, una encabezada por Luis Durán Rojo, y la otra por Narescka Culqui Martínez. Las elecciones internas se realizaron durante la realización de la Quinta Cumbre Morada, en Lima, el 30 de diciembre de 2021, en las cuales resultó electo Luis Durán Rojo como presidente del Partido Morado. 

## Ideología
El Partido Morado se define como un partido de centro republicano radical. Su sentido centrista se expresa en el color morado, como en medio del rojo (alusivo a la izquierda política) y el azul (a la derecha política). Entiende el republicanismo en un sentido peruanista: la «promesa republicana» aludida por Jorge Basadre en lo que denominan como «la República del Siglo XXI». Así, defienden la creación de oportunidades para promover la movilidad social, la defensa de las libertades individuales políticas y económicas, la práctica de una democracia cercana a la gente y la instauración del imperio de la ley. La fusión con el colectivo Fuerza Ciudadana permitió la llegada de las ideas socialdemócratas al interior del partido, además de que abrazó otras posturas liberales, que es poco común en la política peruana.
El Partido Morado es considerado como una organización institucionalista, defensora de las reformas política y educativa, progresista en términos sociales y defensora reformista de la economía de libre mercado. Se opone a la existencia de un Estado minimalista o asfixiante, defendiendo un Estado del bienestar moderado con el fin de reducir los desequilibrios sociales, distribuir mejor la renta y garantizar la igualdad de oportunidades. Así, busca agrupar voces liberales y progresistas en lo que denominan una «plataforma de centro democrática».

## Estructura y organización

### Cumbre Morada
El máximo órgano de deliberación y decisión es la Cumbre Morada. Es una asamblea de delegados que escoge al presidente y al Comité Ejecutivo Nacional (cada 4 años), marca las líneas programáticas, los grandes objetivos y las directrices políticas que regirán la actividad del partido hasta la siguiente Cumbre. Por estatuto, debe reunirse anualmente en el mes de octubre y entre sus competencias están modificar el ideario y estatuto, elegir a ciertas autoridades nacionales, recibir rendición de cuentas en temas administrativos y económicos, entre otros. Este evento suele ser acompañado por un Encuentro Nacional Morado presencial, pero no deben confundirse entre sí.
| Congreso              | Fecha                    | Sede     |
| --------------------- | ------------------------ | -------- |
| Primera Cumbre Morada | 16-17 de octubre de 2016 | Lima     |
| Segunda Cumbre Morada | 14-15 de octubre de 2017 | Cusco    |
| Tercera Cumbre Morada | 13-14 de octubre de 2018 | Huamanga |
| Cuarta Cumbre Morada  | 25-26 de octubre de 2019 | Trujillo |
| Quinta Cumbre Morada  | 30 de diciembre de 2021  | Lima     |
| Sexta Cumbre Morada   | 17 de diciembre del 2022 | Lima     |
| Séptima Cumbre Morada | 28-29 de octubre de 2023 | Lima     |

### Comité Ejecutivo Nacional (CEN)
Es el máximo órgano ejecutivo del partido. Ejecuta las decisiones tomadas en la Cumbre Morada y garantiza su cumplimiento. El CEN se encuentra integrado por 23 miembros elegidos de forma conjunta (lista) por la Cumbre Morada para un periodo de 4 años. El presidente del CEN es también el presidente del partido. En caso de renuncia, fallecimiento o expulsión de un miembro, la Cumbre Morada puede elegir a su reemplazo, quien finaliza el periodo del puesto vacante. Por otro lado, los secretarios nacionales son designados por el CEN, de entre sus miembros y a propuesta del presidente, en la sesión de instalación de cada CEN, pudiendo ser reemplazados en reuniones posteriores.
Actualmente, el CEN del Partido Morado está compuesto por:
- Presidencia: Luis Alberto Durán Rojo
- Secretaría General Nacional: Lilia Salcedo Matos
- Secretaría Nacional de Organización y Planeamiento: Augusto Thonberry
- Secretaría Nacional de Doctrina: Juan Fonseca
- Secretaría Nacional de Formación de Talento: Césáreo Labeguerre
- Secretaría Nacional de Estrategia Programática y Plan de Gobierno: Luis Alberto Arias Minaya
- Secretaría Nacional de Comunicaciones: Alonso Cornejo Sologuren
- Secretaría Nacional de Jóvenes Morados: Alvaro Jiménez
- Secretaría Nacional de Gremios y Organizaciones Sociales: Carlos Caceres B.
- Secretaría Nacional de Administración y Logística: Alberto Ramón Rodríguez Julca
- Secretaría Nacional de Relaciones Internacionales: Eva Valderrama
- Secretaría Nacional ProMujer: Olga Tejada
- Secretaría Nacional de Asuntos Legales: El cargo fue eliminado en la Cumbre Morada de 2023. La Personería Legal asumió esas funciones.
- Secretaría Nacional de Finanzas: El cargo fue eliminado en la Cumbre Morada de 2023. La Tesorería asumió esas funciones.

Además, el CEN está conformado por los siguientes miembros sin secretaría designada:
- Leonor Avelina Chambi Palero (Puno)
- Lucero Elena Torero Murgado (Callao)
- Elmer Arce Ortiz (Lima)
- Consuelo Muñoz (Ica)
- Edna Bustamante (Cerro de Pasco)
- Cesar Neyzer Flores (Loreto)
- José Manuel Guillén Alfaro (Apurimac)
- Orlando Leiva (Lima)
- Damiel Mora (Lima)
- Noemí Rosillo (Tumbes)
- Danna Trejo Hernández (Lima)

## Liderazgo

### Presidentes
| Nombre                | Nombre                          | Imagen                        | Congreso                 | Período en el cargo     | Período en el cargo      |
| Nombre                | Nombre                          | Imagen                        | Congreso                 | Inicio                  | Final                    |
| --------------------- | ------------------------------- | ----------------------------- | ------------------------ | ----------------------- | ------------------------ |
|                       | Julio Guzmán Cáceres (1970-)    |                               | Primera Cumbre Morada    | 16 de octubre de 2016   | 14 de octubre de 2017    |
| Segunda Cumbre Morada | Julio Guzmán Cáceres (1970-)    | 14 de octubre de 2017         | 13 de octubre de 2018    |                         |                          |
| Tercera Cumbre Morada | Julio Guzmán Cáceres (1970-)    | 13 de octubre de 2018         | 25 de octubre de 2019    |                         |                          |
| Cuarta Cumbre Morada  | Julio Guzmán Cáceres (1970-)    | 25 de octubre de 2019         | 30 de diciembre de 2021  |                         |                          |
|                       | Luis Alberto Durán Rojo (1973-) | Presidente del Partido Morado | Quinta Cumbre Morada     | 30 de diciembre de 2021 | 17 de diciembre del 2022 |
| Sexta Cumbre Morada   | Luis Alberto Durán Rojo (1973-) | Presidente del Partido Morado | 17 de diciembre del 2022 | 28 de octubre de 2023   |                          |
| Séptima Cumbre Morada | Luis Alberto Durán Rojo (1973-) | Presidente del Partido Morado | 29 de octubre de 2023    | En el cargo             |                          |

### Secretarios generales
| Nombre | Nombre                           | Imagen | Período en el cargo     | Período en el cargo     |
| Nombre | Nombre                           | Imagen | Inicio                  | Final                   |
| ------ | -------------------------------- | ------ | ----------------------- | ----------------------- |
|        | Rodolfo Pérez Osores (1985-)     |        | 5 de diciembre de 2018  | 30 de diciembre de 2021 |
|        | Vlado Castañeda Gonzales (1973-) |        | 30 de diciembre de 2021 | 5 de enero de 2023      |
|        | Elmer Arce Ortiz (1973-)         |        | 6 de enero de 2023      | julio de 2023           |
|        | Fabrizzio Díaz Contreras         |        | 29 de octubre de 2023   | 29 de enero de 2024     |
|        | Luis Arias Minaya                |        | 29 de enero de 2024     | En el cargo             |

### Presidentes de la República

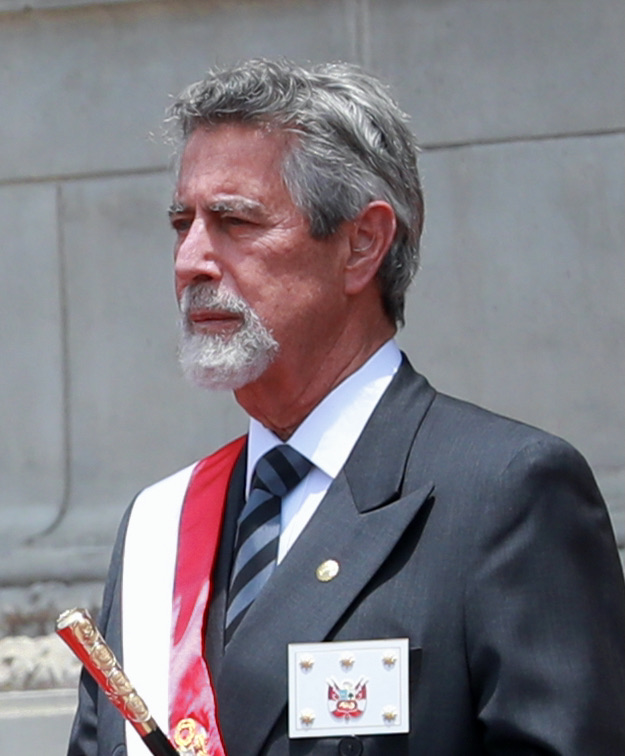
Francisco Sagasti (2020-2021)

## Resultados electorales

### Elecciones presidenciales
|  | 2.26 % |

|  | 0.00 % |

### Elecciones parlamentarias
|  | 7.40 % |

|  | 5.42 % |

### Elecciones al Parlamento Andino
| Año  | Votos   | %               | Escaños | +/– | Posición | Notas |
| ---- | ------- | --------------- | ------- | --- | -------- | ----- |
| 2021 | 584 468 | \| \| 5.52 % \| | 0/5     | 0   | 10°      |       |
|      | 5.52 %  |                 |         |     |          |       |

### Elecciones regionales y municipales
| Año  | Gobiernos Regionales | Alcaldías Provinciales | Alcaldías Distritales |
| Año  | Representantes       | Representantes         | Representantes        |
| ---- | -------------------- | ---------------------- | --------------------- |
| 2022 | 0/25                 | 0/196                  | 0/1694                |